# Tribeca
Pour la voiture, voir Subaru Tribeca.
Tribeca — parfois écrit TriBeCa — est un quartier situé dans l'arrondissement de Manhattan, à New York.

## Situation et accès
Le quartier est, de manière approximative, délimité par Canal Street au nord, au sud par Chambers ou Vesey Street, à l'ouest par l'Hudson et à l'est par Broadway. Il est le lieu d'accès au Holland Tunnel qui relie Manhattan et le New Jersey.

## Origine du nom
Le terme est un acronyme fondé sur l'expression « Triangle Below Canal Street ».

## Historique
Ancienne zone industrielle, Tribeca a été largement rénové durant les années 1990. De nombreux entrepôts ont été transformés en lofts et de nouveaux commerces s'y sont implantés.
En 2006, le magazine Forbes a classé le code postal 10013 (celui de Tribeca) en tête des zones de New York où l'immobilier est le plus cher. En 2010, Tribeca était le quartier le plus sûr de la ville, selon les statistiques du NYPD et de CompStat (en).
Le quartier est touché par l'attentat du 31 octobre 2017 à la voiture bélier qui fait 8 morts et une vingtaine de blessés.

## Bâtiments remarquables et lieux de mémoire
- 32 Avenue of the Americas, bâtiment de style Art déco anciennement occupé par la compagnie AT&T
- Holland Tunnel reliant New York au New Jersey
- Washington Market Park
- Metropolitan College of New York
- New York Law School
- Borough of Manhattan Community College
- 388 Greenwich Street
- Hudson River Park
- Duane Park
- Tribeca Grand Hotel
- Ancienne chapelle Saint John
- Firehouse, Hook & Ladder Company 8, à l’angle de North Moore Street et de Varick Street.

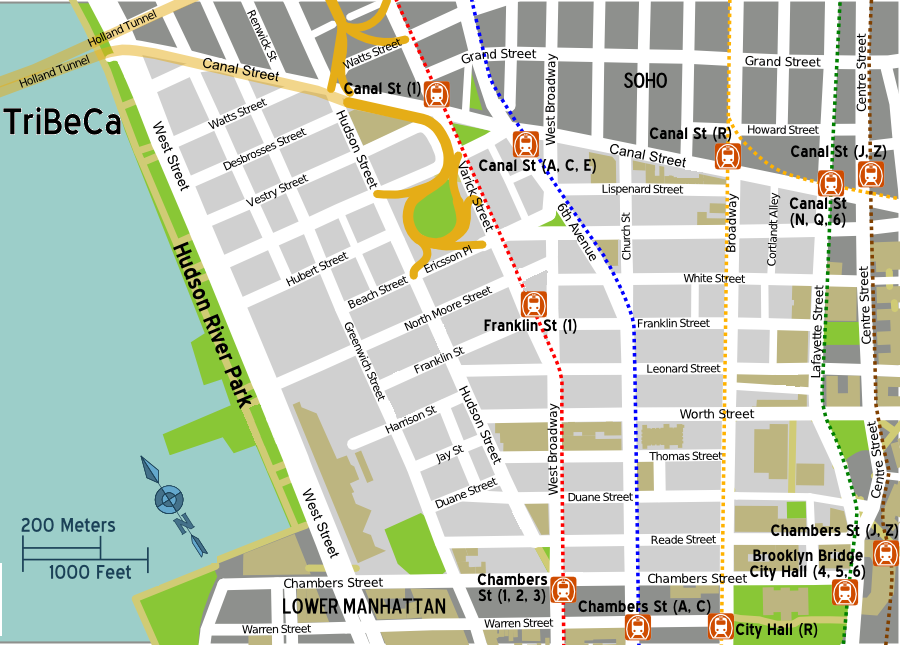
Plan de TriBeCa.

- The Bean par Anish Kapoor

### Résidents célèbres
Il est devenu une zone résidentielle à la mode, où habitent quelques personnalités, comme Mariah Carey, Jay-Z et Beyoncé, Chris Martin et Gwyneth Paltrow, Justin Timberlake et Jessica Biel, David Letterman, Kid Cudi, Karlie Kloss, Daniel Radcliffe, Adriana Lima, Adrian Lyne, Taylor Swift, Harry Styles, Chanel Iman, Mariska Hargitay, Taylor Momsen, Petra Nemcova, Mizuo Peck, Mike Piazza, Kelly Ripa, Laurie Anderson, Paul Bettany & Jennifer Connelly, Eric Bogosian, Scarlett Johansson, Derek Jeter, Richard Jefferson, Michael Imperioli, Josh Hartnett, Casey Neistat, ou encore Robert De Niro. Ce dernier a contribué en 2002 à créer un festival de cinéma indépendant, le festival du film de Tribeca, pour revitaliser le quartier, et plus largement le sud de Manhattan, affecté financièrement par les attentats du 11 septembre 2001.